# Onthophagus masumotoi
Onthophagus masumotoi es una especie de insecto del género Onthophagus, familia Scarabaeidae, orden Coleoptera.

## Historia
Fue descrita científicamente por Ochi en 1985.